# 陳逸松 (弁護士)
陳 逸松（ちん いつそん）は、台湾の弁護士。日本統治時代では、弁護士以外に文人としても、戦後は政治家としても活躍した。

## 概要
1907年、台湾東部の宜蘭県にて誕生。祖父の陳輝煌は宜蘭地区を開発した入植者である。1920年に羅東公学校を卒業後13歳で日本に留学。1925年に岡山二中を、1928年に岡山第六高等学校を、1931年には東京帝国大学法学部政治学科を卒業し高等文官試験司法科に合格し弁護士となる。日本留学中は林献堂、蔡培火が提唱する台湾議会開設請願運動に参加し、台湾同学会を組織し自ら会長に就任している。1933年に台湾に帰国した陳逸松は大稲埕に弁護士事務所を開設する。1935年には台湾総督府が実施した第一回市会及街荘協議会員選挙に立候補し、第4位の得票で台北市民選議員に当選。当時台湾では皇民化運動が展開されていたが、陳逸松は台湾人としての伝統・文化の保護を訴え、日本名への改名を拒否する姿勢を打ち出している。1941年には台北市弁護士会副会長に就任している。
1945年、日本の敗戦により台湾は国民政府により接収される。翌年陳逸松は林献堂、丘念台などと共に台湾光復致敬団を結成、南京に赴き蔣介石と会見し、また左派系新聞の『政経報』を発行している。二二八事件発生の際には二二八事件処理委員会の委員、後に考試院考試委員、中央銀行常務董事、厚生橡膠公司董事長等の職務を歴任している。
1964年、周百練、高玉樹と台北市長を争い敗れると中国国民党と次第に距離を置くようになる。1970年に台北でバンク・オブ・アメリカ爆発事件が発生すると法務部調查局の捜査対象となり自宅が家宅捜査され、出国禁止処分が科せられることとなった。後に邱永漢の尽力により出国禁止処分が解除されると、娘の結婚式参席を理由にアメリカに渡航・定住するようになった。
その後、中華人民共和国の周恩来の要請を受けて中国を訪問し、全国人民代表大会法制委員会委員および中国人民政治協商会議委員などに就任した。しかし、中国共産党とも距離を置いてからは再びアメリカに渡り、永住することとなった。
著書に『陳逸松回想録』がある。